# Paul Diels
Paul Diels (ur. 28 grudnia 1882 w Berlinie, zm. 19 lutego 1963 w Monachium) – niemiecki slawista.

## Życiorys
W 1909 został profesorem Uniwersytetu Karola w Pradze, później wykładał również na uniwersytetach we Wrocławiu i Monachium, od 1944 był członkiem Bawarskiej Akademii Nauk. Jest autorem prac z języka starocerkiewnosłowiańskiego, staropolskiego oraz (1921) krytycznego wydania Kazań świętokrzyskich. W 1909 opublikował pracę Studien zur slavischen Betonung, a w 1949 Zur slavisch-germanischen Formenbildung.